# Polytribax pelinocheirus
Polytribax pelinocheirus är en stekelart som först beskrevs av Johann Ludwig Christian Gravenhorst 1829.  Polytribax pelinocheirus ingår i släktet Polytribax och familjen brokparasitsteklar. Inga underarter finns listade i Catalogue of Life.